# تنوع درجات الحرارة مع اختلاف الوقت في اليوم

تختلف درجة الحرارة في اليوم الواحد،. حيث تكون منخفضة في الشطر الأخير من الليل و صباحا باكرا، ثم ترتفع لتصلاقصاها حوالي ساعة 4 مساءا ثم تبدأ في الانخفاض مرة أخرى

تنوع درجات الحرارة مع اختلاف الوقت في اليوم هو مصطلح من مصطلحات علم الطقس يتعلق بالتنوع في درجات الحرارة والذي ينجم عن درجات الحرارة النهارية المرتفعة ودرجات الحرارة الليلية المنخفضة.

## فرق درجات الحرارة
إن فرق درجات الحرارة عامل هام فيما يتعلق بتنوع درجات الحرارة مع اختلاف الوقت في اليوم. فمع وصول الطاقة الشمسية إلى سطح الأرض في كل صباح، يتم تسخين طبقة ضحلة (1 إلى 3 سم) من الهواء فوق سطح الأرض مباشرة بسبب التوصيل. ويكون تبادل الحرارة بين هذه الطبقة الضحلة من الهواء الدافئ والهواء البارد الموجود أعلاه غير فعال للغاية. فعلى سبيل المثال، في أيام الصيف الدافئة، يمكن أن تختلف بمقدار 30 درجة فهرنهايت (16.7 درجة مئوية) من سطح الأرض إلى ارتفاع الخصر. ويتجاوز الإشعاع الشمسي الوارد الطاقة الحرارية الصادرة لعدة ساعات بعد فترة الظهيرة، ويتم الوصول إلى مرحلة التوازن في الغالب بين الساعة الثالثة والخامسة بعد الظهر، إلا أن ذلك يمكن أن يتأثر بمجموعة متنوعة من الأشياء، مثل المسطحات المائية الكبيرة ونوع التربة والغطاء والرياح والغطاء من السحب / بخار المياه والرطوبة على الأرض.

## الفروق في التنوع
تكون تنوعات درجات الحرارة مع اختلاف الوقت في اليوم في أكبر حالاتها بالقرب من سطح الأرض.
وتكون للمناطق الصحراوية المرتفعة، بشكل نموذجي، أكبر مستوى لتنوعات درجات الحرارة مع اختلاف الوقت في اليوم. أما المناطق المنخفضة والرطبة فغالبًا ما تتسم بأقل مستويات التنوع. ويوضح ذلك السبب وراء ارتفاع درجة الحرارة في منطقة مثل سهل نهر سنيك لتصل إلى 38 درجة مئوية (100 درجة فهرنهايت) أثناء أيام الصيف، في حين تصل درجة الحرارة الصغرى في تلك المنطقة من 5 إلى 10 درجات مئوية (40 إلى 50 درجة فهرنهايت). وفي نفس الوقت، فإن تنوعات درجة الحرارة في واشنطن العاصمة، التي تتسم بأنها أكثر رطوبة، لا تتجاوز 8 درجات مئوية (15 درجة فهرنهايت); أما تنوع درجات الحرارة مع اختلاف الوقت من اليوم في هونغ كونغ فهو لا يتجاوز 4 درجات مئوية (7 درجات فهرنهايت).

## زراعة الكروم
يعد تنوع درجات الحرارة مع اختلاف الوقت من اليوم عاملاً هامًا للغاية فيما يتعلق بزراعة الكروم. فمناطق إنتاج النبيذ المتواجدة في أماكن تقع على ارتفاعات كبيرة تعاني من أكبر مستويات التنوع في درجات الحرارة أثناء اليوم. ففيما يتعلق بـ العنب، يؤثر هذا التنوع على النبات بإنتاج محتويات عالية الحمضية وكثيرة السكريات، حيث إن تعرض العنب لضوء الشمس يزيد من صفات النضوج؛ في حين أن الانخفاض المفاجئ في درجة الحرارة أثناء الليل يحافظ على توازن الأحماض الطبيعية في العنب.
1- المنطقة الحارة «المدارية»: وتقع بين مدار السرطان ومدار الجدي ويمر بوسطها خط الاستواء، وتتميز بأنها حارة على مدار السنة تقريبًا. 
2- المنطقتان المعتدلتان «الشمالية والجنوبية»: وتنحصران بين كل من المدارين والدائرتين القطبيتين (2/1 66 ش وج) (1) وتقل فيهما الحرارة كلما ابتعدنا عن المدارين واقتربنا من دائرتين القطبيتين، وبالتالي يمكن تقسيم كل منها إلى منطقتين متميزتين كالتالي: 
أ - منطقة معتدلة دفيئة: توجد بين خطي عرض 2/1 23 ْ- 40 ْ ش وج وتتميز بأنها حارة صيفًا ودفيئة شتاءً. 
ب- منطقة معتدلة باردة تنحصر بين خطي عرض 40 ْ 2/1 66 ْ ش وج وتتميز بأنها معتدلة صيفًا باردة شتاءً. 
3- المنطقتان القطبيتان «الشمالية والجنوبية»: وتقعان بين الدائرتين القطبيتين والقطبين الشمالي والجنوبي، وتتميزان بشدة البرودة وتراكم الثلوج طوال العام تقريباً.